# دبیرستان کمال
دبیرستان کمال حسین کاشانی فرید و ابوالفضل کرد احمدی از سال ۱۳۳۷ آغاز به فعالیت علمی و فرهنگی نمود، رویکرد بانیان کمال، تربیت نسلی اندیشمند و متخلق به اخلاق نیکو بوده است
این مدرسه ساختمانی تازه با زیر بنای ۲۸۰۰ متر مربع، در۱۶ کلاس هوشمند با ظرفیت ۳۰ دانش اموز را در مقطع متوسطه دارد.

## تأسیس و تاریخچه
پس از جنگ جهانی دوم عباسعلی اسلامی امتیاز دبستان اسلامی را برای نخستین بار گرفت و زیر عنوان جامعهٔ تعلیمات اسلامی، مدرسه‌ای در محلهٔ منیریه بر پا کرد. در این مدرسه علاوه بر برنامه‌های درسی وزارت فرهنگ، قرآن، فقه و اصول عقاید اسلامی تدریس می‌شد.
مدارس جامعه به مرور دارای شعبی شد که تا پیش از انقلاب اسلامی ایران به ۸۴ باب مدرسه رسید. در کنار این مدارس چند مدرسهٔ دولتی دیگر از جمله البرز، دارالفنون، ادب، مرو و چند مدرسهٔ خارجی چون ژاندارک و رازی به وجود آمد. یدالله سحابی بنیان‌گذاری یک مدرسهٔ علمی و اصولی در سطح بالا و کیفیت برتر را که همزمان بتواند اصول دین و اخلاق و باورهای اسلامی و ملی را تقویت نماید پیشنهاد کردند.
دکتر سحابی در آن سال‌ها (۱۳۲۹) عضو شورای عالی فرهنگ بود و تلاش می‌کرد تا یکی از خواسته‌هایش که طرح تأسیس دانش سرای تعلیمات دینی بود در آن شورا به تصویب برسد. حال زمان مناسبتری پیش آمده بود تا دومین خواستهٔ ایشان یعنی تأسیس مدرسه تحقق پیدا کند. از این رو صندوقی برای سرمایه‌گذاری علاقه‌مندان به مدرسه ایجاد شد.
در دوران حکومت ملی دکتر مصدق همزمان با تأسیس صندوق مسئلهٔ ناشناس بودن مالک زمین‌های نارمک بر ملا گشت و بانک ساختمانی موظف شد برای نیازمندان در آن مکان خانه سازی کنند. از این رو دکتر سحابی و یارانش به فکر تهیه زمین در شهرک جدید افتادند تا مدرسه‌ای بزرگ تأسیس نمایند. چون تقاضای زمین می‌بایست از طرف یک شخصیت فرهنگی باشد از  عباسعلی اسلامی خواسته شد که وی این تقاضا را بنماید. زمین هم از سوی بانک ساختمانی و به دستور دکتر مصدق واگذار شد و با پولی که در صندوق گرد آمده بود و با کمک مردم بنای مدرسهٔ کمال نهاده شد و وزارت فرهنگ نیز در ۱۰ دی ۱۳۳۶ طبق رای نهصد و چهل و دومین جلسه شورای عالی فرهنگ اجازهٔ تأسیس دبیرستان کمال را صادر نمود. مدرسه در زمینی به مساحت بالغ بر ۶۵۰۰ متر مربع بنا شد. ساختمان آن در سه طبقه و در طی دو سال به پایان رسید. مخارج مدرسه توسط اشخاص خیّر و نیکوکار و کمک‌های فرهنگی و اوقافی و نیز کمک سید حسین طباطبایی بروجردی فراهم شد.
فعالیت‌های دبیرستان کمال در این مدت پا را عرصهٔ دانش و اخلاق فراتر گذاشته و وارد حوزه سیاست شد. تا جایی که عطار پور یکی از چهره‌های شناخته شد در سازمان امنیت ایران در یکی از گفتگوهای خود دربارهٔ سه مرکز اغتشاش در تهران از این دبیرستان نیز نام برد: ""مسجد هدایت به علت تبلیغات طالقانی، انجمن اسلامی مهندسان به علت فعالیت‌های آقای مهندس بازرگان و دبیرستان کمال نارمک به علت تلاش‌های آقای دکتر سحابی .""
معلمان این مدرسه بیشتر از افراد دارای نحله های سیاسی مذهبی بودند. از این افراد می توان به محمدعلی رجایی عزت‌الله سحابی، یدالله سحابی جلال‌الدین فارسی محمدجواد باهنر سید محمدمهدی جعفری علی درویش زاده دانش آشتیانی حسین خوشنویسان، عباس صاحب‌الزمانی اشاره کرد.
سرانجام با فشار ساواک در اسفند ۱۳۵۲ امتیاز دبیرستان لغو گرید. ساختمان دبیرستان کمال پس از انحلال قریب یک سال خالی ماند و بیم آن می‌رفت که مورد اشغال و استفاده نادرست قرار گیرد. از این جهت مسئولان مؤسسه اخلاق در صدد برآمدند که آن را به مؤسسه خیریه دیگری واگذار نماید. در ابتدا با انجمن اسلامی پزشکان برای ایجاد یک بیمارستان عمومی مذاکره نمودند که مشخص شد این انجمن قصد تخریب ساختمان را دارد و حاصل زحمات گذشته به هدر می‌رود؛ بنابراین هیئت امنای مؤسسهٔ فرهنگی «خدا پسند» که جمعی از خیرین و بازرگانان مشهور و دوستدار فرهنگ که قبلاً هم دبیرستان احمدیه اسلامی را در شرق تهران تأسیس کرده بودند مدرسه کمال را خریداری نمودند. پس از پیروزی انقلاب ۱۳۵۷ زمین و ساختمان آن جهت ارائهٔ آموزه‌های دینی و معارف اسلامی و آموزش علوم به صورت وقف اداره می‌شود.
مدتی پس از انقلاب ۱۳۵۷ نیز تلاش‌هایی برای انحلال این مدرسه و تبدیل ساختمان آن به آموزش و پرورش منطقه ۸ تهران شد؛ اما به دلیل اینکه زمین آن به عنوان مدرسه وقف شده بود این تلاش‌ها ناکام ماند.
با توجه به نیاز به نوسازی و فرسودگی ساختمان قدیمی دبیرستان هیئت امنای دبیرستان کمال تصمیم به ساخت ساختمانی تازه در ضلع جنوبی نمود. بنای این ساختمان در زمینی به مساحت ۸۴۰ متر مربع و در ۳ طبقه و یک طبقه زیر زمین و بنای مفید ۳۴۰۰ متر مربع از اسفند ۱۳۸۶ آغاز و در شهریور ۱۳۸۸ به پایان رسید. این ساختمان دارای امکاناتی همچون سالن چند منظوره ورزشی، سالن اجتماعات، آزمایشگاه، سالن مطالعه و امکانات شبکه داخلی و سیستم اطفای حریق و … است.

## تأسیس متوسطه
در سال ۱۳۹۴ دبیرستان کمال اقدام به تأسیس یک دوره به نام متوسطهٔ اول نمود. اولین گروه ورودی به این دوره ۱۲۰ نفر از منتخبان ۸۰۰ نفری آزمون بودند. کمال هرسال (به جز سال اول) ۶۰ نفر ورودی برای پایه دارد.

## دانش‌آموختگان و معلمان مشهور

### مؤسسان
- یدالله سحابی، یکی از مؤسسان نهضت آزادی ایران و حائز اولین دکترای علوم در ایران.
- عباسعلی اسلامی، فعال فرهنگی- مذهبی در دهه‌های ۲۰ و ۳۰ ش؛ و مؤسس جامعه تعلیمات اسلامی.

### معلمان و ناظمان
- محمدجواد باهنر، (دبیر دین و زندگی) دومین نخست‌وزیر ایران پس از انقلاب ۱۳۵۷ ایران.
- سید محمد بهشتی، (دبیر زبان خارجه) سیاستمدار و فقیه ایرانی و اولین رئیس دیوان عالی کشور پس از انقلاب ایران در سال ۱۳۵۷، اولین دبیرکل حزب جمهوری اسلامی و نایب رئیس مجلس خبرگان قانون اساسی.
- محمدعلی رجایی، (دبیر ریاضیات) سیاستمدار ایرانی.
- جلال‌الدین فارسی، چریک و سیاستمدار.
- سید محمدمهدی جعفری، نویسنده، مترجم و سیاستمدار.

## پیوند خارجی
- سایت رسمی دبیرستان کمال